# A119計畫

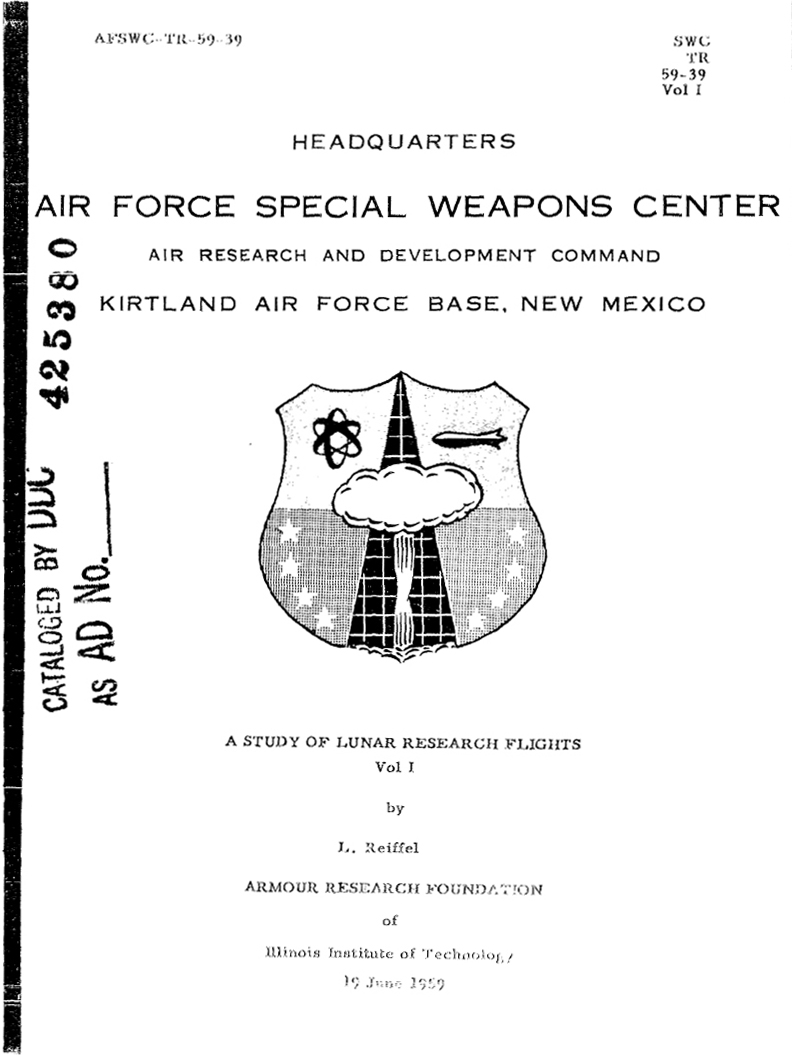
《月球探勘性航行之研究：卷一》的封面。

A119計畫（Project A119），又稱為「月球探勘性航行之研究（A Study of Lunar Research Flights）」，是1950年代晚期，由美國空軍所執行的一項被列為最高機密的計畫。計畫的目的是在月球上引爆一枚核彈，因當時蘇聯在太空競賽中取得初步的領先，美國政府想藉此計畫提振人民的情緒。該項目的存在是由一名前美國太空總署的執行官李奧納德·雷菲爾在2000年時所透露的，他曾在1958年領導這個計畫。卡爾·薩根年輕時也是團隊的一員，負責預測低重力環境中核爆炸的影響。
A119計畫從未被實行，主要是因為在美國民眾的觀感之中，登陸月球似乎是個更能被接受的壯舉。此計畫文件被保密了將近45年，儘管有雷菲爾的洩密，美國政府仍從未正式承認曾參與此研究計畫。

## 背景
冷戰期間，蘇聯於1957年10月4日發射了史普尼克1號，在太空競賽中取得了領先的地位。史普尼克1號是第一顆環繞地球軌道的人造衛星。美國人對於其發射成功感到驚訝之餘，再加上美國前鋒計畫之接連兩次轟動性的發射衛星失敗，造成了所謂的「史普尼克危機」，也成為揭開太空競賽序幕之原動力。美國為了扳回局面，於是啟動了一系列的新計畫與研究，最終也包括了探險者1號的發射以及國防高等研究計劃署（DARPA）與美國太空總署的成立。

## 計畫
1949年，設立於伊利諾理工學院的阿默研究基金會（簡稱ARF）開始研究核爆對環境的影響，該研究預定會持續至1962年。1958年5月，阿默研究基金會開始秘密研究在月球上引爆原子彈的潛在後果。這個計畫是由美國空軍率先提議，並由其主導，計畫的最主要目的是在月球產生地球上肉眼可見的核爆炸，希望像這一類的表演可以提振美國人民的情緒。
在計畫仍處於概念的階段時，新聞報紙報導了一則流言，傳聞蘇聯正計劃在月球上引爆一枚氫彈。1957年末，根據媒體報導，一個匿名消息來源向美國特勤局探員透露，蘇聯為了慶祝十月革命的週年紀念，將配合11月7日的月食，要在月球上產生核爆。新聞還報導說，傳聞中的核彈會瞄準月球晝夜線的陰影側——而A119計畫也是考慮將月球晝夜線列為核爆目標。報導也指出，如核彈未能到達月球的話，可能會再度返回地球。
「氫彈之父」愛德華·泰勒也提出了類似的想法，他曾於1957年2月提案在離月球表面一段距離處引爆核裝置，以分析爆炸的效果。

### 研究

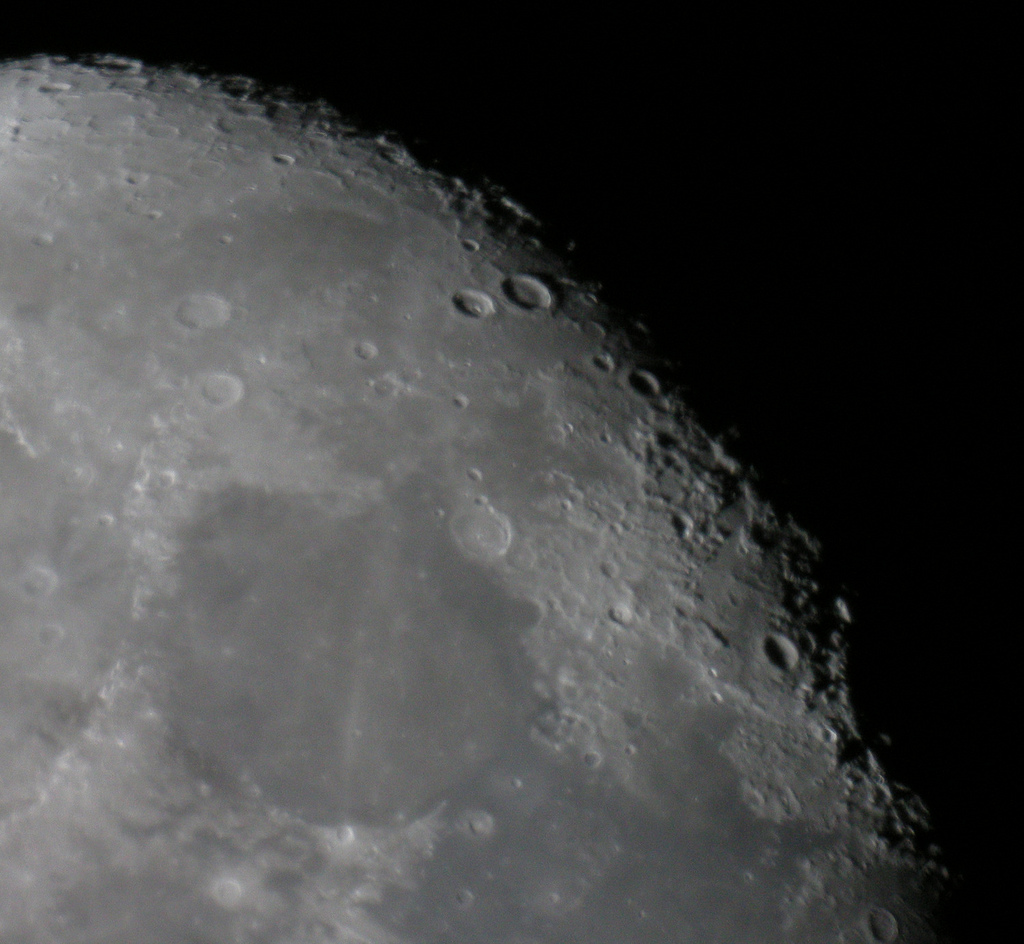
核爆預計在月球晝夜線邊緣引發，以取得在地球上的最大能見度。

由李奧納德·雷菲爾所帶領的10人團隊聚集在芝加哥的伊利諾理工學院，研究爆炸的潛在能見度、對科學上的助益、以及月球表面所受的波及。研究團隊的成員中包括了天文學家傑拉德·柯伊伯以及他的博士生卡爾·薩根，卡爾·薩根負責計算爆炸後在月球周圍太空中所產生之塵埃雲擴張的數學投影，這是影響地球上能見度之決定性的重要因素。
起先，科學家曾考慮在計畫中使用氫彈，但美國空軍基於設備的重量因素而否決了這個想法，因為它對原先預定的推進用導彈來說太重了。當時已決定使用小而輕的W25核彈頭，爆炸威力相對較低，相當於0.17萬噸TNT。相較之下，1945年在日本廣島市投下之「小男孩」原子彈之爆炸威力為1.3至1.8萬噸TNT。W25會由火箭運向月球晝夜線附近之背光處，並在撞擊後引爆。爆炸所產生的塵埃雲會被太陽照耀，因而可以從地球上觀測。雷菲爾表示，根據美國空軍研發洲際彈道導彈的進度，此發射計畫在1959年即可實施。

### 取消
該計畫終究在1959年1月被美國空軍所取消，原因似乎是害怕在民眾中引發負面反應，以及擔心萬一發射出現問題，將會對地面人員造成巨大威脅。引述計畫負責人李奧納德·雷菲爾的話，另一個原因是輻射落塵可能會對未來的月球研究計畫以及月球殖民計畫造成影響。
後來的報告指出，蘇聯確實存在類似的計畫，但是跟媒體所報導之情節有所不同。蘇聯方面的計劃始於1958年1月，核打擊計劃和其他提案一道統一以代碼「E」命名。“E-1”計畫代表到達月球。而在“E-2”和“E-3”計畫中，將發送探測器圍繞月球背面，拍攝一系列月球表面的照片。計畫的最後階段：“E-4”，將在月球上發動核打擊以顯示軍力。正如同美國的計畫，這個E系列的計畫還在規劃階段中就被取消了，原因是對於發射載具的安全性與可靠性存疑。

## 後果
1963年《部分禁止核試驗條約》以及1967年《外太空條約》之簽訂阻止了未來在月球上引爆核裝置的進一步研究。然而在此之前，美國和蘇聯已經進行了多次的高空核爆炸，包括第一次硬餅乾行動、百眼巨人行動，第一次與第二次多米尼克行動、以及K計畫。

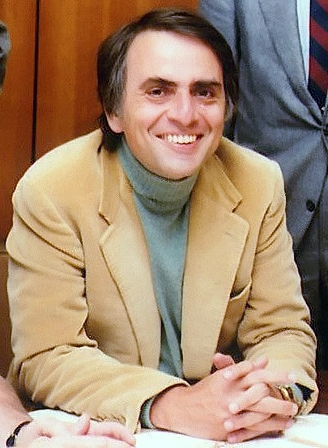
在對卡爾·薩根生平調查中，A119計畫始為人知。

到了1969那一年，在阿波羅11號任務成功後，美國在太空競賽中取得了極大的勝利。同年12月，阿波羅號科學家蓋瑞·拉瑟姆（Gary Latham）提議在月球上引爆「微小的」核裝置，以幫助研究月球的地質構成，然而這個提議被駁回了，因為它會干擾月球自然背景輻射的測量計畫。
A119計畫的存在本身一直保持著高度機密，直到1990年代中期，作家凱伊·戴維森（Keay Davidson）為了撰寫卡爾·薩根的傳記，在研究他的生平時發現了這個故事。在薩根申請獎學金之證明文件中，戴維森發現了他參與該計畫的證據。1959年，他申請了柏克萊加州大學米勒研究所的獎學金，在申請文件中，薩根詳細介紹了該研究計畫，戴維森認為這有危害國家安全之虞。在薩根所走漏的消息中揭露了兩份A119計畫機密文件之標題——1958年的報告《在月球引爆核武器對於某些行星天文學問題之解決的可能貢獻》（Possible Contribution of Lunar Nuclear Weapons Detonations to the Solution of Some Problems in Planetary Astronomy），以及1959年的報告《引爆核武器所造成的月球輻射污染》（Radiological Contamination of the Moon by Nuclear Weapons Detonations）。薩根在1961年為美國國家科學研究委員會所寫的一篇論文之中，引用了一篇署名 I. Filosofo，標題為《宇宙輻射與月球放射性》（Cosmic Radiation and Lunar Radioactivity）的論文。這些文件是屬於A119計畫所編纂的八份報告之中，它們全數在1987年被銷毀。
上述的卡爾·薩根傳記出版於1999年。不久之後，一篇在《自然》期刊對此所發表的一篇評論文章使得那些信息廣為人知。這迫使雷菲爾不能再保持沉默并具名寫信給該期刊，證實薩根的所做作為在當時就已破壞了計畫的機密性。雷菲爾藉此機會揭露了研究的細節，隨後他的陳述被媒體廣泛報導。雷菲爾公開承認了計畫的存在，並譴責他所執行的任務，身為一個科學家，他指出他對「（美國政府）為了改變民意居然能策畫出這種誇張的手段感到恐懼。」
這個計畫的公開也產生了相應的結果，關於A119計畫之資訊自由請求也被提出。但在計畫誕生的四十餘年來，當時只有《月球探勘性航行之研究：卷一》（A Study of Lunar Research Flights – Volume I）被公諸於世。然而在搜尋其余各卷檔案的過程中，只發現了其他的報告皆在1980年代被伊利諾理工學院所銷毀。
英國的核歷史學家大衛·洛瑞博士稱這個計畫「下流」，他補充道：「如果被他們搶先一步，我們就永遠不會有尼爾·阿姆斯壯『人類的一大步』之浪漫光景了。」